# 短機関銃

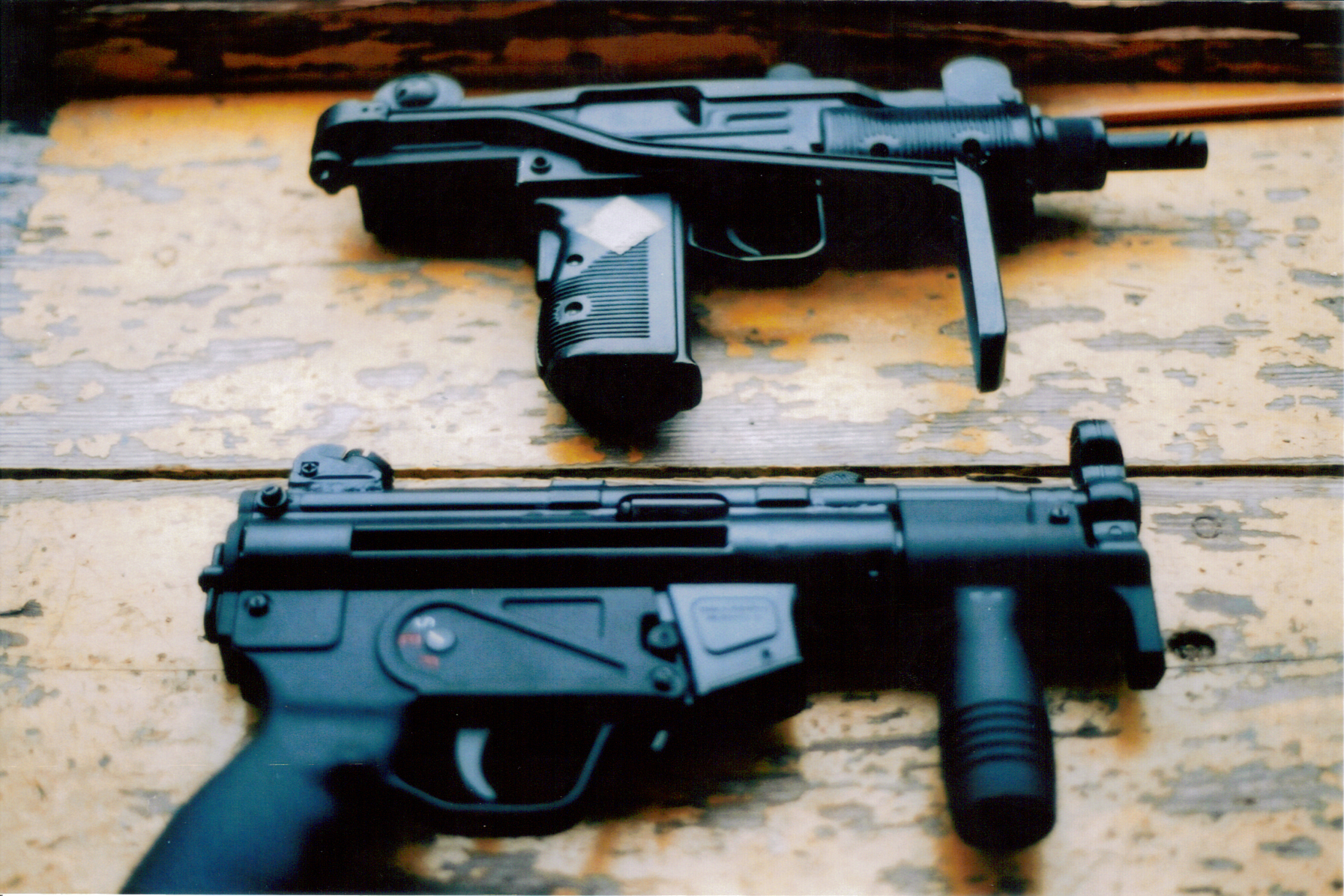
Mini UZIとH&K MP5

短機関銃（たんきかんじゅう）は、拳銃弾を使用し、二脚架・三脚架が要らずに個人が抱えて射撃できる小型の機関銃のことである。サブマシンガン、機関拳銃、機関短銃とも呼ばれる。
英語の「サブマシンガン」(Submachine gun, SMG)は、第一次世界大戦後の1919年、トンプソン・サブマシンガンの発表時に小型機関銃という意味合いで開発元のオート・オードナンス社によって造語されたものである。この言葉がヨーロッパに広まるのは第二次世界大戦後で、イギリスでは同種の火器を指してマシンカービン(Machine carbine)という語が使われていた。
ドイツ語では、MP18の発表時に造語された「マシーネンピストーレ」(Maschinenpistole, MP)という語が用いられる。その逐語英訳であるマシンピストル(Machine Pistol)は、サブマシンガンと同様に短機関銃全般を指す語として使われることもあるが、特にフルオート射撃（引き金を引いている間は弾丸が連続で出る。離さないと止まらない）が可能な拳銃程度のサイズの自動火器を指すこともある（マシンピストルの項目を参照）。
メーカーや組織によっては、小銃弾（初速が拳銃弾に比べ高速で全長も長い）を使用する小型のアサルトライフルにも短機関銃を意味する名称・分類を与えることがある。
また似た語に軽機関銃があるが、軽機関銃とは上記・小銃用弾丸を用いる歩兵支援用の火器であるので、短機関銃を軽機関銃と表記するのは間違いである。

## 概要
短機関銃は、近接戦闘に特化した銃である。
短機関銃の登場は第一次世界大戦に遡る。当時は塹壕戦が戦いの中心であり、浸透戦術によって塹壕に侵入しようとするドイツ突撃隊が新兵器の短機関銃を優先的に装備した。塹壕内の狭い空間での戦いは近接戦闘の連続であり短機関銃が適していた。従来の着剣小銃は長い銃身により射程で短機関銃に優越していたが、塹壕内では取り回しづらく、白兵戦や射撃を行うのが難しかった。一方、短機関銃は携帯性に優れ、狭い空間での取り回しが容易だった、塹壕内の白兵戦にも適していた。また、連射による制圧も行なえた。
その後、連発能力が低いボルトアクション小銃を補完する存在として、各国軍や警察に採用された。
第二次世界大戦が始まると、連射によって弾幕を張ることができる短機関銃は狙撃が必要な小銃に比べて新兵の訓練期間が少なくて済むこと、構造が単純で安価であることなどの理由から大量生産され使用された。第二次世界大戦後は東西陣営でその運用思想が異なる。
東側陣営では、歩兵用小火器の全自動射撃能力を重視し、400m前後までの中距離射撃にも対応できる（AK-47）突撃銃（アサルトライフル）を開発、採用したため、短機関銃は小型・携帯性を生かした護身用途が中心となった。
西側陣営では、高威力の反面で全自動射撃には不向きな7.62×51mm NATO弾がアメリカの主導で採用されたため、短機関銃は全自動射撃を補うための歩兵用火器として、5.56×45mm NATO弾を使用する突撃銃が登場するまでは、軍の第一線でも使用され続けた。
従来の短機関銃は射程が短いため危害範囲を限定できる反面、ライフルやアサルトライフルに比べると命中精度は悪いため、市街地での使用は誤射の危険が大きかった。
しかし、1960年代にH&K MP5などの高精度の短機関銃が開発されると、特殊部隊や警察においても近距離戦闘用等に採用するようになった。
犯罪者が利用する短機関銃もまた大変な脅威になり、22LR弾のような小口径弾丸であっても一ヶ所に多数被弾するとボディアーマーを貫通することがあるため、多くの国では銃規制の対象である。銃規制の緩やかなアメリカにおいても短機関銃の民間用モデルは、銃床が無く手でしか保持できない拳銃の形状か、銃身を延長して隠し持つことが難しいカービン銃の形状（最低銃身長50センチ）に改変しないと一般販売を許可されない。またフルオート射撃機能を排して、セミオート射撃専用の状態とする規制もある。

## 定義
ブリタニカ・オンラインでは、短機関銃（Submachine gun）という語を次のように説明している。
短機関銃とは、比較的低エネルギーの拳銃弾を用い、腰または肩から射撃される軽量かつ自動式の小火器である。

Submachine gun, lightweight automatic small-arms weapon chambered for relatively low-energy pistol cartridges and fired from the hip or shoulder. 
ドイツ語電子辞典では、短機関銃（Maschinenpistole）という語を、「近接戦闘に用いる自動式のフルオート火器」（automatische Schnellfeuerwaffe für den Nahkampf）と説明している。
ドイツ語のMaschinenpistoleやロシア語のПистолет-пулемёт、チェコ語のKulometná pistole、フランスのPistolet-mitrailleur、イタリア語のPistola mitragliatrice、ポーランド語のPistolet maszynowy、スペイン語のPistola-metralhadora、スウェーデン語のKulsprutepistolなど、英語の「マシンピストル」（Machine Pistol）と同様の表現は、短機関銃を指す言葉としてヨーロッパで広く使われてきた。英語のマシンピストルとサブマシンガンはしばしば同義語として扱われるが、一方でこれらを区別するべきとする立場もある。例えば、アメリカ陸軍のJFK特殊戦センターが1967年に作成した資料『U. S. Army Special Forces Foreign Weapons Handbook』（陸軍特殊部隊外国製火器の手引）では、「大まかに言えば、サブマシンガンとは、肩撃ち式、空冷式、弾倉式、拳銃弾使用、フルオート射撃可能なもの」（In broad general terms a submachinegun may be described as a shoulder fired arm, air cooled, magazine-fed, chambered for pistol ammunition and capable of full-automatic fire.）であると説明し、同じく拳銃弾を使うものであっても、従来型の半自動拳銃の火力を高めるという発想でフルオート射撃機能と着脱可能な銃床などを追加した銃器、すなわちマシンピストルと混同するべきではないとした。ただし、例えばグロック17ピストルから派生したグロック18Cはマシンピストルであり、MP5はサブマシンガンであるとする場合、一見するとこの2つの違いは明らかに思えるが、そこに明確な境界線を見つけるのは容易ではない。短銃身を備えるAPC9Kのようなサブマシンガンの存在を考慮すれば、銃身長は決定的な要素ではない。また、銃床の有無も同様である。
イギリス戦争省が1942年に作成した資料『Regulations for the Equipment of the Army, Part 1 - General Regulations』（陸軍装備規則1巻、一般規則）では、イギリスで使われたマシンカービンという言葉を「マシンカービンは、拳銃弾を使う自動火器である。特定の目的のための個人用装備として、小銃、自動小銃、拳銃の代わりに使用できる」（A Machine Carbine is an automatic fire weapon which fires pistol ammunition. It may be used to replace the rifle, the self loading rifle or the pistol, as the personal weapon for certain purposes.）と説明した。第二次世界大戦後の命名規則においてはイギリス軍でもサブマシンガンという言葉が使われるようになったが、以前にマシンカービンとされたステンガンなどの分類は変更されなかった。1953年に初めて採用されたスターリング銃の最初期モデルは、古い命名規則に基づいてパチェット・マシンカービンと呼ばれていたが、以後のモデルはスターリング・サブマシンガンと称された。
『防衛省規格 火器用語（小火器）』の中では、短機関銃、機関短銃、機関けん（拳）銃、マシンピストルを区別なくSubmachine gunあるいはMachine pistolに相当する語として、「けん（拳）銃弾を連続射撃する銃。半自動及び全自動の切り換えが可能なものが多い。」と定義している。

## 歴史

### 第一次世界大戦

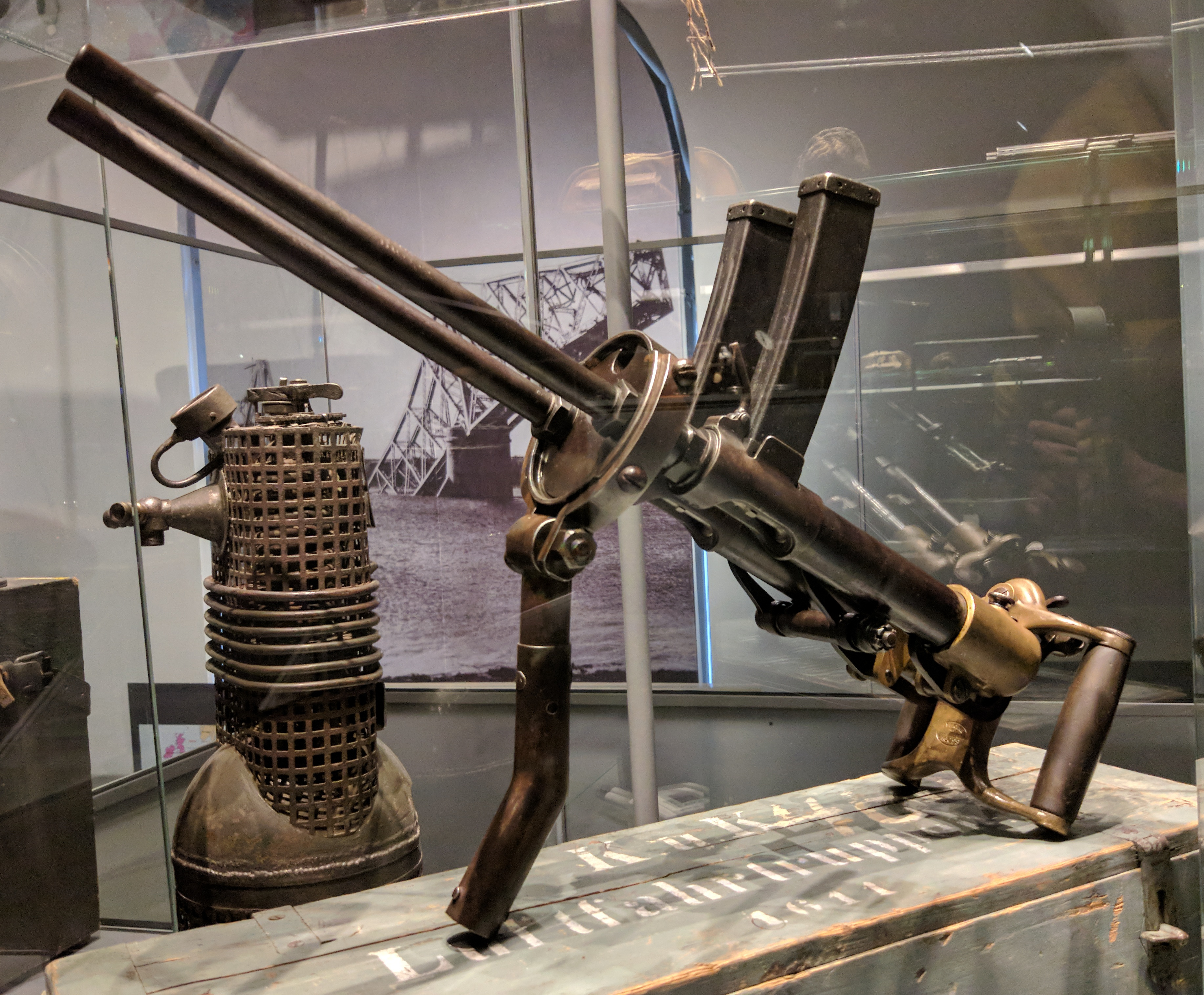
ビラール・ペロサM1915

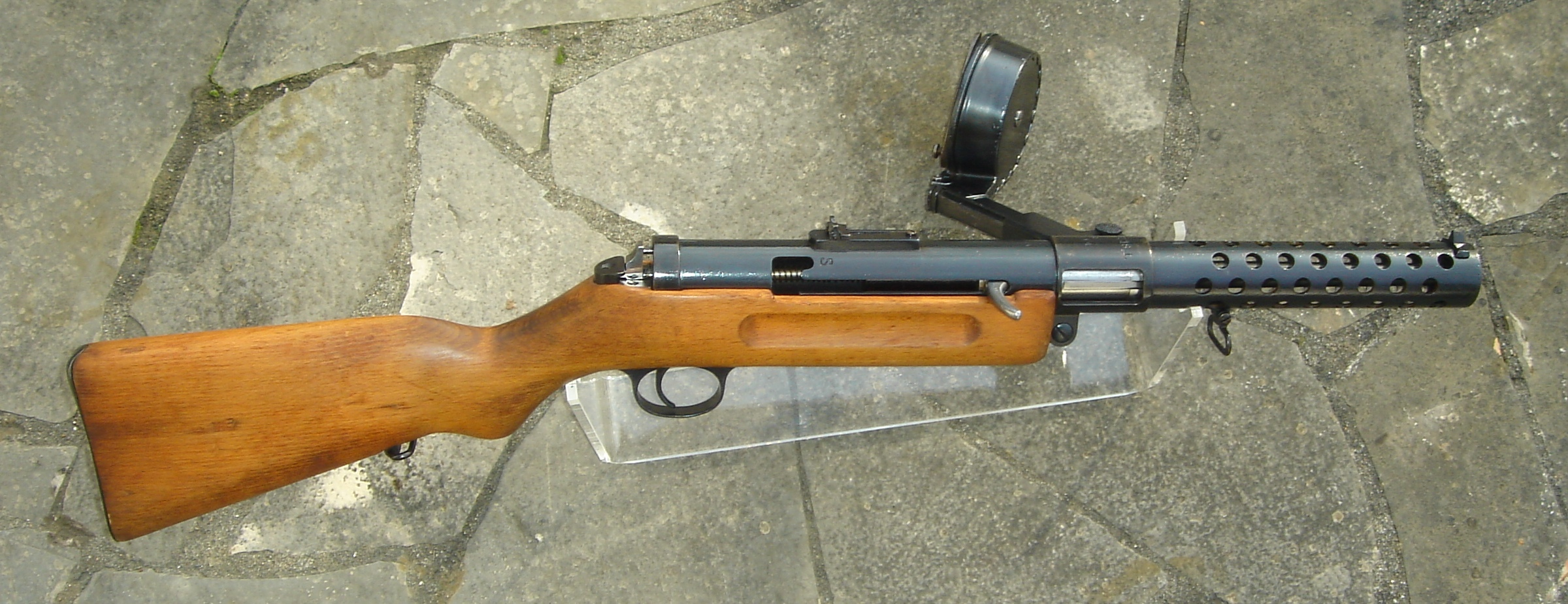
ベルグマンMP18

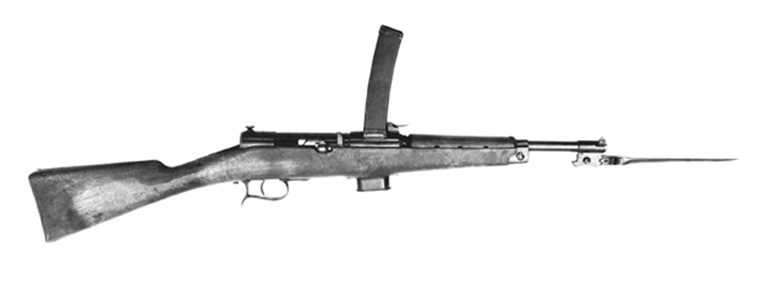
ベレッタM1918

世界で最初に実用化された短機関銃は、第一次世界大戦末期にドイツ帝国軍が開発したMP18である。ただし、拳銃弾を使用するフルオートマチックの銃としてはイタリアのビラール・ペロサM1915（1915年）の方がMP18よりも早い。
M1915の前身は、アビエル・ベテル・レベリ・ディ・ボーモン少佐が1914年に開発した拳銃弾を用いる航空機用の小型機関銃である。軽機関銃として運用されたこともあり、通常は短機関銃の一種とは見なされない。ただし、M1915の運用に関する試行錯誤はイタリアにおける短機関銃開発の発端となり、M1915を改造したカービン銃ベレッタM1918が近い時期に採用されている。そのため、M1915とMP18のいずれを世界初の短機関銃とするべきかについては、研究者の間でも意見が分かれている。そのほか、1915年頃にはオーストリアでもシュタントシュッツェ・ヘルリーゲルM1915機関銃として知られる拳銃弾を用いる自動火器が試作されたものの、数枚の写真が残されているのみで詳細は不明である。
1915年、ドイツ小銃試験委員会は、塹壕戦に適した新型火器の要件を示した。この新型火器は、軽量、フルオート、短射程の火器、すなわち拳銃の軽便さと機関銃の火力を兼ね備えたもので、なおかつ構造が単純で兵士1人で運用可能なものであるべきとされた。最初に提案されたのは、ルガーP08の長銃身モデル（アーティラリー）に銃床とフルオート射撃機能を追加したものだったが、発射速度があまりにも高く、銃口の跳ね上がりも大きすぎたため、試験を経て却下された。
1916年までに、アンドレアス・ヴィルヘルム・シュヴァルツローゼとヒューゴ・シュマイザーによって、全く新規の設計案が提出された。1918年、シュマイザー設計案がMP18/Iとしてプロイセン陸軍省に採用され、50,000挺が発注された。
1918年3月のドイツ軍最後の大攻勢において、塹壕戦の膠着状態を打開のために編制された突撃歩兵にMP18約5,000挺が配備され大戦果を挙げた。しかし、ドイツ帝国軍はこの攻勢を持続できずに敗戦を迎え、戦後のヴェルサイユ体制下でMP18の配備は禁止された。
短機関銃に関連するものとして、半自動拳銃にフルオート射撃機能を付与したいわゆるマシンピストルも、1910年代から設計が試みられていた。ステアー M1912ピストルにフルオート射撃機能を付与したM1912/P16は、世界初のマシンピストルとも呼ばれた。M1912/P16の生産は少数に留まったが、戦後の1920年代には、スペインでドイツ製モーゼルC96ピストルのコピー製品を原型とするマシンピストルが設計され、1930年代にはモーゼル社でも同様のモデルが発表されている。以後、このようなマシンピストルの設計の試みは各地で何度も繰り返されていくことになる。

### 戦間期

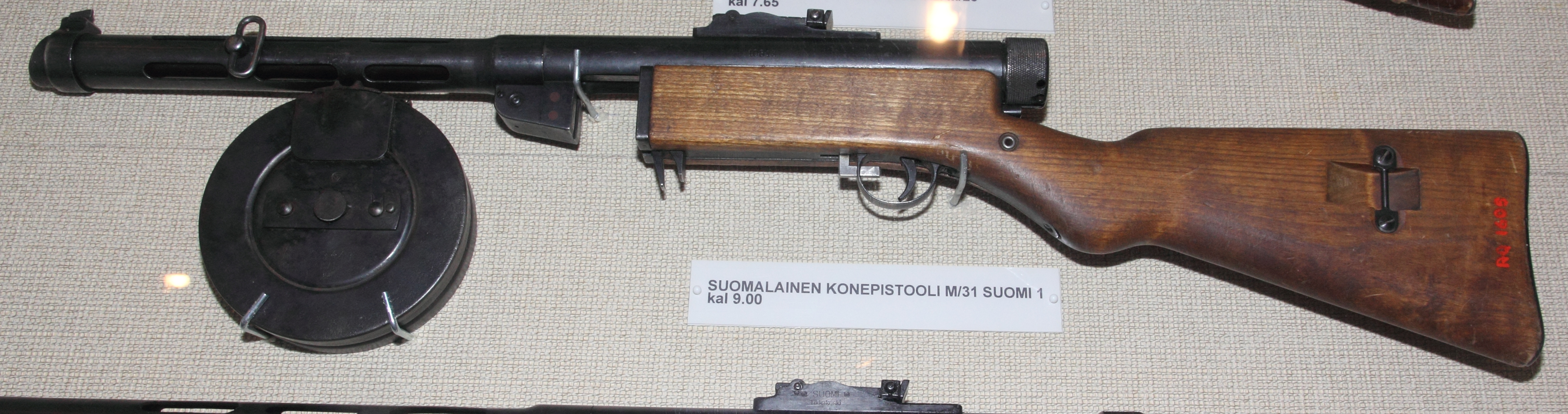
スオミKP/-M31

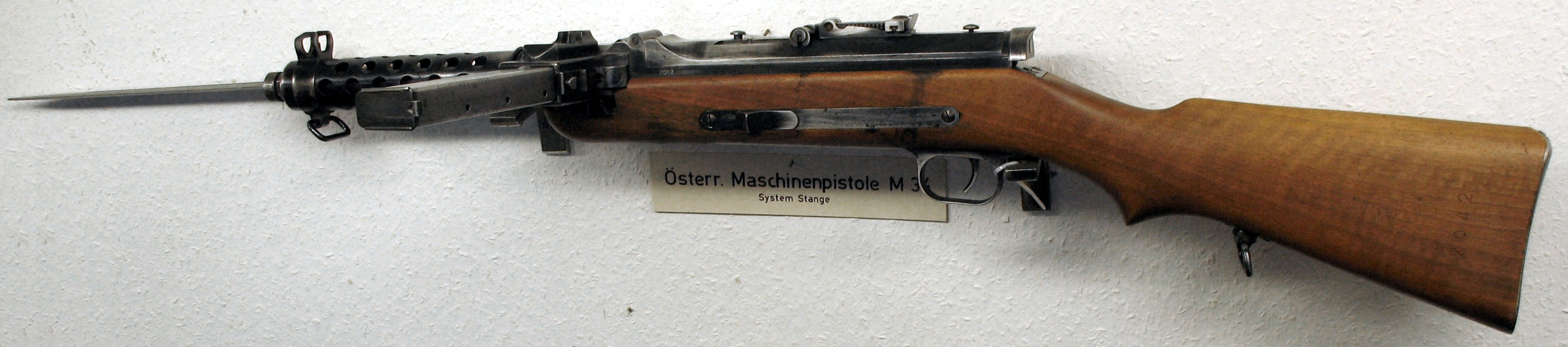
シュタイヤーMP34、バレルジャケットの右先端に銃剣を装着した状態

第一次大戦直後にトンプソンM1921が完成し、アメリカ陸軍が興味を示したが、戦後の大軍縮の影響で大量配備には至らなかった。当時、短機関銃にもっとも興味を示したのは、禁酒法下で密造酒の製造や酒類の密輸で急成長し、相互の抗争のエスカレートから武装強化を図っていたギャング（マフィア）たちと、それを取り締まる司法組織（FBI、IRSなど）であり、ロシア革命の影響で勢力を拡大した労働組合のストライキを主とする実力闘争を鎮圧する需要から成長していた民間の警備会社や、組合側が自衛のために雇ったマフィアなどの武装集団も格好の武器として多用した。
また、国外に輸出されたトンプソンM1928は中国・欧州・中東・中南米など全世界で使用され、ニカラグア革命では鎮圧のため同国へ侵攻したアメリカ海兵隊がジャングル戦で同銃を活用したサンディーノの革命軍に返り討ちにされる事件なども発生し、戦間期を代表する短機関銃となった。
1930年代のギャング映画では「シカゴ・ピアノ」「シカゴ・タイプライター」「トミーガン」の通称でトンプソンM1928、しかも50連ドラムマガジン付きの機種が派手な小道具として頻出し、「ギャングの武器」というイメージを世界中に印象づけることになった。
グランチャコを巡るボリビアとパラグアイの領土問題に起因するチャコ戦争（1932年 - 1935年）では、短機関銃が広く使われた。ボリビア軍は1920年代から諸外国製短機関銃、例えばMP18、MP28、MP35、スオミm/26、S1-100、エルマEMP、トンプソンM1921などの配備を進めていた。一方のパラグアイ軍は、開戦の時点ではMP28とエルマEMPを少数配備するのみだったが、まもなくしてボリビア側から大量の短機関銃を鹵獲した。短機関銃は険しい地形における近接戦闘のほか、要塞化された陣地の守備などでも有用性が示された。とりわけ、ゲリラ戦を重視していたパラグアイ軍においては、軽量ながらも十分な火力を発揮しうる短機関銃が非常に高く評価されていた。ヨーロッパ各国の観戦武官も短機関銃の活用に注目こそしたものの、ほとんどはこれらの有用性がグランチャコ固有の環境に由来するものに過ぎず、既に確立された自国のドクトリンには影響を及ぼし得ないと判断した。このときに数少ない例外となったのがドイツの観戦武官であった。

### 第二次世界大戦

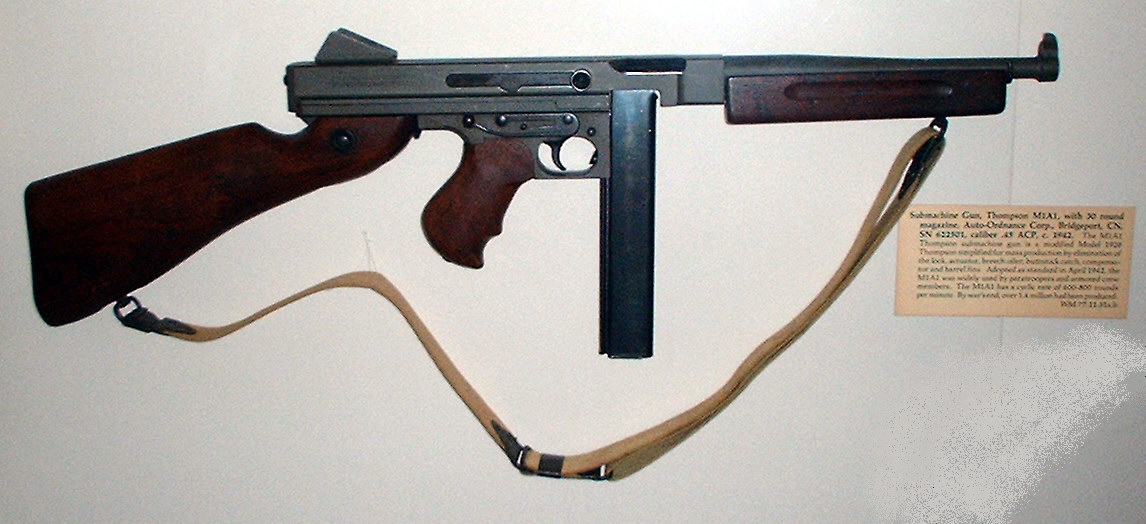
米国トンプソンM1

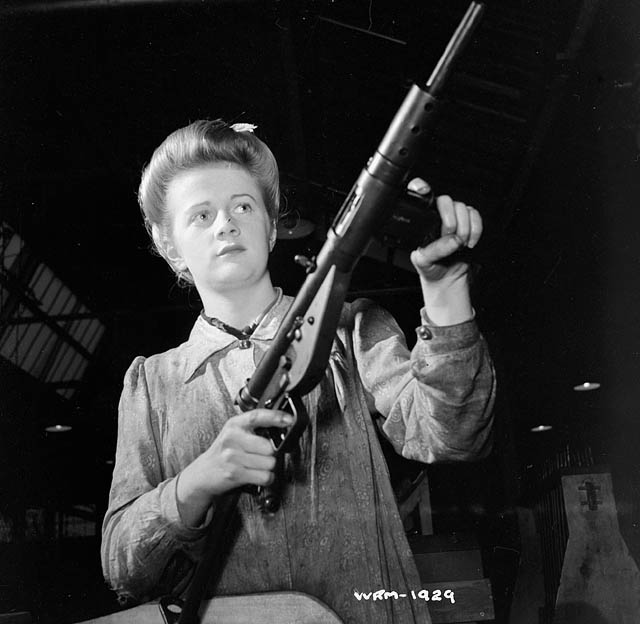
カナダの兵器工場で製造中のステン短機関銃
第二次大戦下では省力生産可能な短機関銃が大量に量産された（1942年）

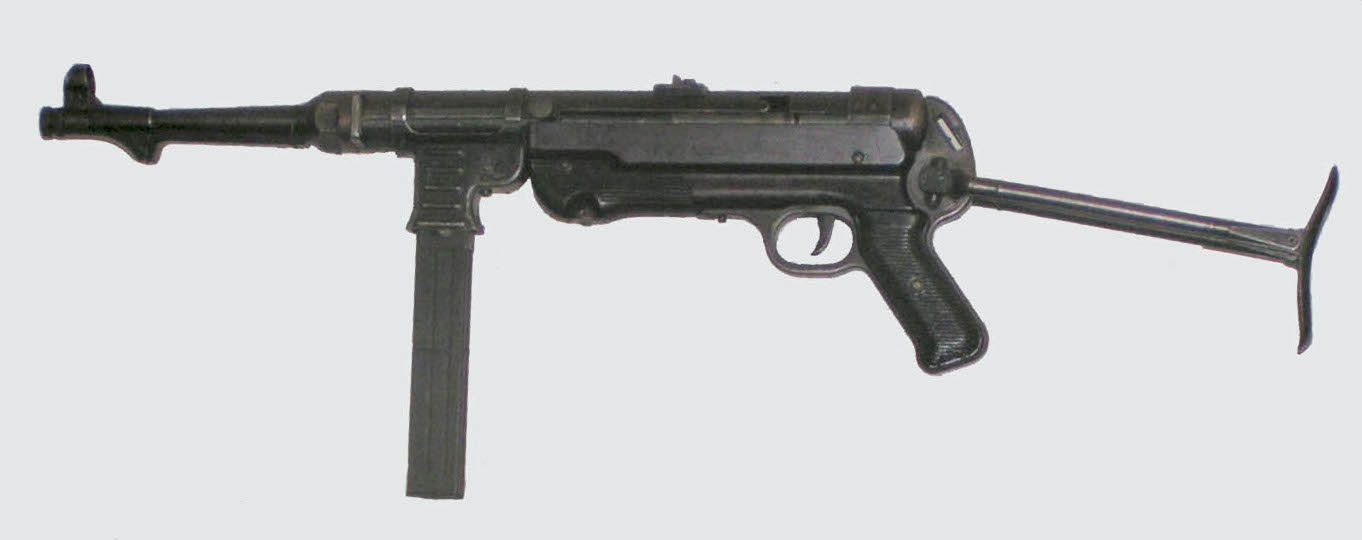
第二次世界大戦でドイツ軍が使用したMP40

ドイツではヒトラー政権下で再軍備が始まると、戦車に随伴する歩兵の火器として短機関銃が見直され、スペイン内戦に派遣されたドイツ義勇軍のコンドル軍団はMP18の改良型であるMP28短機関銃を使用し、その価値が実証された。
大戦初期の電撃戦の成功にも、短距離ながら濃密な弾幕を簡単に形成できる短機関銃は大きく貢献した。これは当時の歩兵が通常装備したボルトアクション方式の手動ライフル銃は、速射が利かず、また、リーチの短い銃剣に比べ、近接戦闘における短機関銃の制圧火力が圧倒的だったためである。
同時に、ピストルを装備していた下級将校の防御力不足が判明すると、一般の歩兵と同じく小銃装備だった下士官達ともども短機関銃の配備が計画され増産が図られたが、MP28は小銃と同形態の削り出しレシーバーや木製ストックで製造された銃器であり生産性は良くなかったため、レシーバーなどを鋼板プレスで生産し、ショルダーストックも金属製とし、ベークライト部品を導入するなど新しい製法を導入して生産性を著しく高めたMP38やその改良型であるMP40が造られた。MP40の評価は特に高く、敗戦まで大量生産され総生産数は100万丁に達した。戦後もイスラエル国防軍の主力銃器のひとつとなり、南アメリカやアフリカといった過酷な環境でも長年使用されている。
同じ頃にフィンランドへ侵攻したソ連赤軍はスオミ KP/-31を装備したフィンランド軍に苦戦した経験から、これを参考に製造されたPPSh-1941が採用され、独ソ戦やその後の満洲侵攻で大量に使用され、当時これを見た日本人の間では“マンドリン”の通称で記憶されている。
短機関銃の運用でドイツに後れを取ったイギリスでは、ダンケルクからの敗走で装備の多くを失った数十万の自軍兵士のために、生産コストを重視した設計のステン短機関銃が開発され、玩具メーカーまで動員しての大量生産が行われた。同銃はイギリス軍や植民地軍の他にもドイツ国防軍や日本軍の占領下各地で活動するレジスタンス勢力へパラシュート投下される援助兵器としても広く用いられた。
米国ではトンプソンが第二次世界大戦の開始とともにイギリス軍やアメリカ軍で本格的に使用され、中国大陸やフィリピンでは鹵獲された同銃を日本兵も使用するなど、敵味方を超えた絶大な人気を誇った。同銃の生産性は、MP40のようなプレス加工を採用した製品に比べれば良くなかったが、各部品には平面が多用されており、構造も単純なため、ベトナムなど発展途上国でもフライス加工で容易に生産可能ではあった。トンプソンに代わるべく開発されたM3（通称：「グリースガン」）が1943年に採用され、自動車メーカーの鋼板プレス技術を用いて開発されたこの銃は、MP40やステン短機関銃の影響が明白であった。

### 第二次世界大戦以降
第二次世界大戦後も多くの国では短機関銃の配備を続けた。しかし戦後に超大国として出現したソ連は、戦中にドイツが開発したStG44の流れを汲むAK-47を短機関銃と小銃を兼ねる存在として採用したため、ソ連の影響下にあった東側ブロック諸国では大量の短機関銃が退役し、冷戦下で勃発した世界各地での紛争に安価な援助兵器として大量投入された。
逆に西側陣営では、高威力長射程だが反動も強い7.62x51mm NATO弾がアメリカの強い後押しでNATOの共通新型小銃弾として採用された結果、AK-47と同世代の西側製突撃銃であるFN FALやH&K G3、スプリングフィールドM14はどれもフルオート連射時の反動制御が難しいうえに全長も概して長い（3種類とも1mを超える）ため、戦車兵やヘリコプター搭乗員などの自衛用に短機関銃の配備と運用が続けられた。
拳銃弾は小銃弾に比べて発射ガスの量が少なく低圧で、初速も遅いためにサプレッサーの効果が得やすい利点があったため、発射音を抑制した短機関銃はゲリラ戦やテロ活動には格好の武器であった。特に中国は様々な改良を繰り返し、「微声」とよばれる独自の消音短機関銃を発展させており、朝鮮戦争やベトナム戦争では、共産側勢力がサプレッサー付短機関銃を投入して、山岳地帯やジャングルでのゲリラ戦で多用し、アメリカ軍を苦しめた。

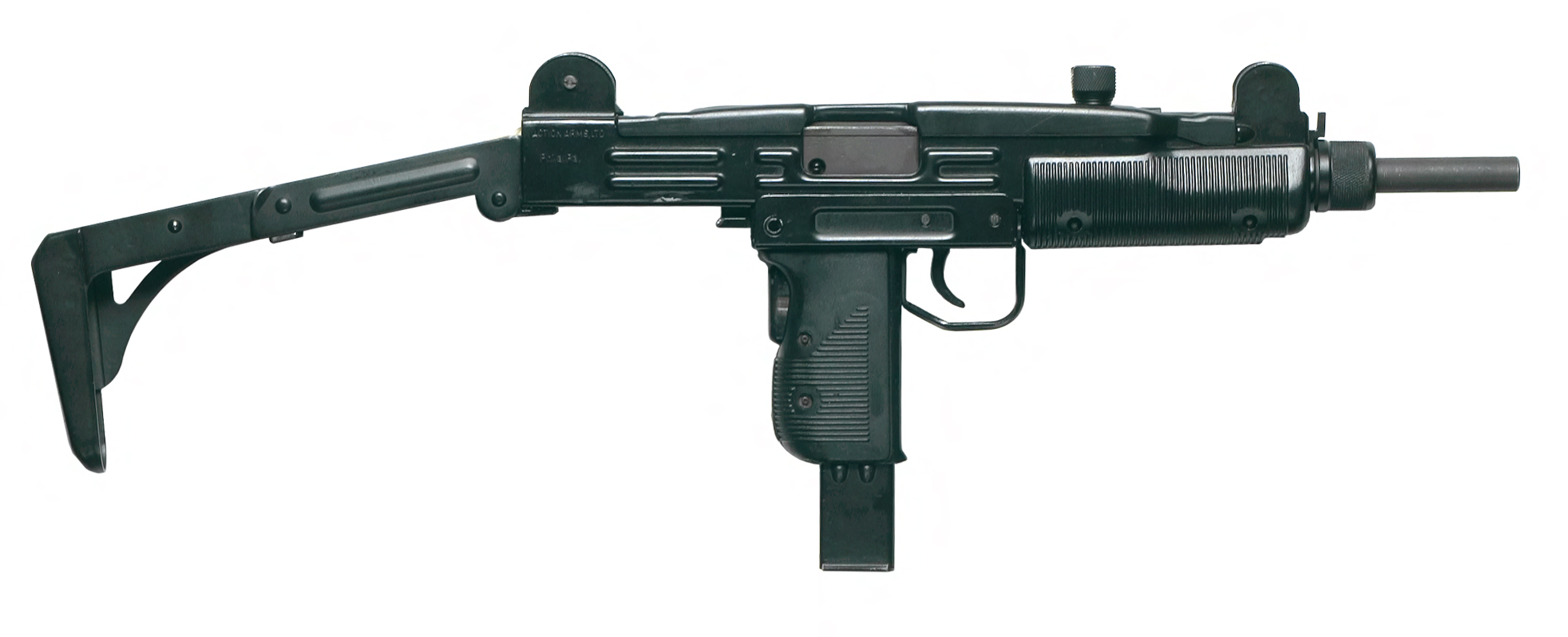
IMI UZI

戦後に出現した短機関銃であるイスラエルのUZIサブマシンガンは、L型ボルトと呼ばれるアイデアで全長を短くして携帯性を向上させたものだったが、このアイデアを取り入れた小型の短機関銃は以降の主流となり、イングラムM10や日本の陸上自衛隊が採用した9mm機関けん銃なども、この系統に属している。

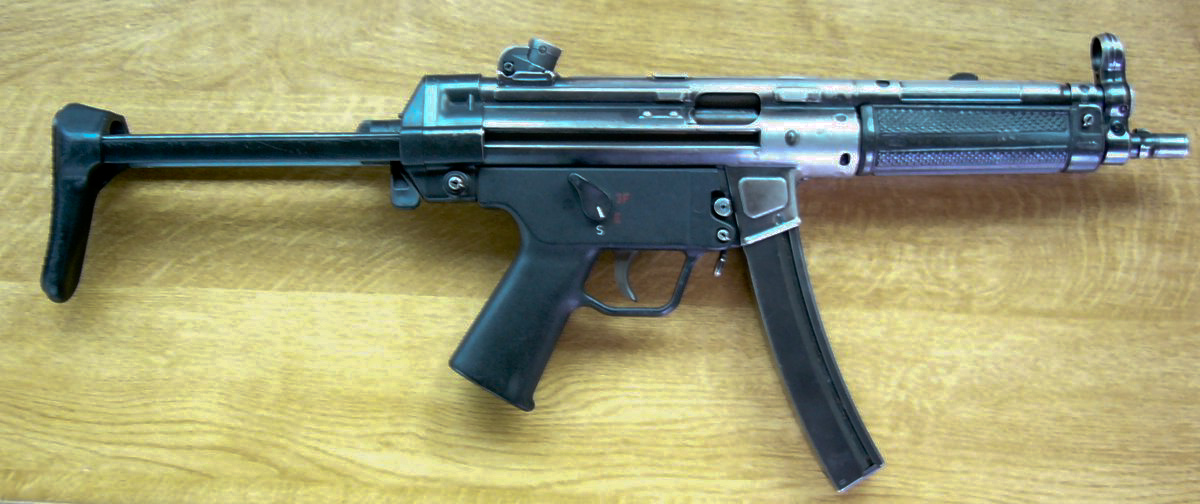
H&K MP5A3

その後、1977年のルフトハンザ航空181便ハイジャック事件では、GSG-9がドイツ製短機関銃H&K MP5を用いて鎮圧に成果を挙げ、その名は一挙に広まった。
MP5シリーズはクローズドボルト発射方式とローラー遅延式ブローバックを用いた独特の構造により良好な命中精度と集弾性を実現した「拳銃弾を使用するアサルトライフル」とでも言うべき短機関銃だった。精密な構造から従来の短機関銃よりずっと高価で整備に手間がかかるという欠点があったものの、警察・特殊部隊を中心に広く採用された。1970年から1980年代ごろに頻発したハイジャックや占拠事件では、人質が存在する中での近距離戦闘が求められたことから、MP5のような短機関銃は特殊部隊の象徴のように使われた。
しかし、1990年代以降は湾岸戦争や対テロ戦争など、幅広い環境での戦闘が要求されるようになると、特殊部隊にもアサルトライフルを短縮した銃器が配備されるようになり、短機関銃の重要性は低下した。
また、近年ボディアーマーが進化・普及し、従来の拳銃弾ではこれを貫通するのが困難となったため、FN P90やH&K MP7のようにライフル弾を小型化して貫通力に優れた新しい弾薬が開発され、近距離でアサルトライフル並の貫通力を実現した存在である「PDW（Personal Defence Weapon：個人防衛兵器）」と呼ばれる新ジャンルの火器が登場している。PDWは車両などの搭乗者や後方勤務の兵士が自衛のために持つことを想定したものであり、短機関銃を後継する存在と考えられている（PDWとは元々H&K MP7に付けられていた開発コードだった）が実際の採用例はまだ少なく、多くの軍隊ではPDW用途としてアサルトライフルの銃身やストックを短縮化したアサルトカービンを用いている他、新型のアサルトカービンにPDWの名称のみを冠した新型PDWも開発されている。なお、PDWの元祖的存在であるP90を開発したFN社は、逆にPDW専用弾を使用する拳銃FN Five-seveNを開発している。
2010年代に入ると、小型化や消音性能に限界があるアサルトライフルでは対応できないコンパクトな銃器へのニーズと、従来装備されていたMP5の買い替え需要から、MP5の後継を狙った新型短機関銃が複数のメーカーから開発された。

## 日本での呼称
日本軍では、この種の火器を「機関短銃」、「自動短銃」、「機関拳銃」などと様々に呼称した。特に戦闘部隊では「自動小銃」という表現も広く使われ、鹵獲した短機関銃で武装した特設部隊も自動小銃班と称された。陸軍では落下傘部隊用に制式採用した一〇〇式機関短銃から解る通り、サブマシンガンを機関短銃と呼んでいた。しかしそれ以前には自動短銃や自動小銃の呼称も使われていた。また、海軍では輸入して装備したMP18などを自動拳銃と呼んでいる。
陸上自衛隊では米国製のM3サブマシンガンを11.4mm短機関銃M3A1の名称で制式化していたが、1999年に導入されたミネベア社製の短機関銃は9mm機関けん銃の制式名で採用した。
なお、防衛省では短機関銃、機関短銃、機関けん（拳）銃、マシンピストルの4つをいずれも区別なくsubmachine gunあるいはmachine pistolに相当する語としている。
また、警察の特殊部隊（SAT）、銃器対策部隊、成田国際空港警備隊、原子力関連施設警戒隊、特殊犯捜査係、海上保安庁の特殊警備隊（SST）、海上自衛隊の特別警備隊（SBU）、皇宮警察本部 には、「機関けん銃」と称してH&K社のMP5短機関銃が導入されている。